# Иаков (Пятницкий)
Митрополит Иаков (в миру Иван Алексеевич Пятницкий; 22 сентября 1844, село Брынь, Жиздринский уезд, Калужская губерния — 28 ноября 1922, Томск) — епископ Русской православной церкви, митрополит Томский.

## Биография
Родился 22 сентября (4 октября) 1844 года в селе Брынь Жиздринского уезда Калужской губернии (ныне Думиничский район Калужской области) в семье псаломщика.
Окончил Калужское духовное училище, Калужскую духовную семинарию (1866) и Московскую духовную академию со степенью кандидата богословия (1870).
С сентября 1870 года помощник секретаря Совета и Правления академии. В 1871—1872 годах был помощником инспектора академии.
С 1872 года — смотритель Мещовского духовного училища Калужской епархии. С 16 октября 1873 года — преподаватель основного, догматического и нравственного богословия в Вифанской духовной семинарии.
После защиты диссертации «Происхождение христианского богослужения» 6 ноября 1876 года утверждён в учёной степени магистра богословия.
12 августа 1886 года пострижен в монашество; 17 августа рукоположён во иеромонаха, 1 октября возведён в сан архимандрита и назначен ректором Вифанской духовной семинарии.
28 апреля 1891 года хиротонисан во епископа Балахнинского, викария Нижегородской епархии. Хиротония состоялась в московском Успенском соборе.
С 29 сентября 1892 года — епископ Уманский, третий викарий Киевской епархии.
С 16 января 1893 года — епископ Чигиринский, второй викарий Киевской епархии. Председатель Киевского братства ревнителей православия и Богоявленского братства для помощи бедным студентам Киевской духовной академии, товарищ председателя Киевского комитета Православного миссионерского общества, почетный член Церковно-археологического общества при Киевской духовной академии.
С 26 января 1898 года — епископ Кишинёвский и Хотинский. Основал миссионерско-просветительное Христорождественское братство (1902).
В 1903 году, накануне Кишинёвского погрома, представители еврейского населения города обратились к епископу Иакову с просьбой публично «разъяснить народу всю нелепость кровавого навета» и «проповедовать корректность и гуманность по отношению к евреям», однако владыка никаких мер не принял, поскольку был убеждён, что страхи напрасны, и считал, что нельзя «отрицать употребление евреями христианской крови», оговаривая, что «конечно, в этом грехе повинны не все евреи, а исключительно секта хусидов». Иеромонах Гурий (Гросу) сетовал на чёрствость епископа Иакова: «сколько раз я у него бывал, ни разу не предложил сесть».
С 12 августа 1904 года — архиепископ Ярославский и Ростовский. В этом же году избран в почётные члены Киевской духовной академии.
В 1906 году был членом Предсоборного присутствия и председателем 3-го отдела «О реформе церковного суда».
С 25 января 1907 года — архиепископ Симбирский и Сызранский, председатель Симбирского отдела Императорского православного палестинского общества.
С 10 декабря 1910 года — архиепископ Казанский и Свияжский. Часто выступал с речами и проповедями, но почти не ездил по епархии.
Почётный член всех четырёх российских духовных академий.
Награждён орденом Святого Станислава III степени (1880), Святой Анны III (1884), II (1889) и I (1896) степеней, Святого Владимира III (1893) и II (1901) степеней, Святого Александра Невского (1907).
5 октября 1916 года награждён бриллиантовым крестом для ношения на клобуке.
В 1917 году член Всероссийского поместного собора по должности управляющего Казанской епархией. Участвовал в 1-й сессии, председатель I, почётный председатель XII и член II, III, IV, V, VI, XIII отделов, на 2-ю сессию не прибыл и назначил заместителя.
В ноябре 1917 года патриархом Тихоном возведён в сан митрополита.
Митрополит Мануил (Лемешевский) вспоминал о нём: «Имел тяжёлый характер. Любил писать по церковным вопросам, но ни в чём не чувствовалось сердечности. Всегда интересовался, как выгоднее сдавать на хранение деньги».
После взятия 5 августа 1917 года Казани войсками Народной армии Самарского правительства Комуча и Чехословацкого корпуса митрополит Иаков приветствовал новые власти и благословил сбор средств «в пользу Народной армии» в храмах епархии. В первых числах сентября Казань вновь оказалась под властью большевиков, и он вместе с отступающими частями белой армии уехал в Иркутск. Председатель Сибирского соборного церковного совещания, затем временно управляющий Томской епархией. В конце 1919 года, когда Томск заняли красные, был назначен временно управляющим Томской епархией указом патриарха Тихона и в марте 1920 года официально стал именоваться митрополитом Томским.
29 мая 1920 года переведён на Иркутскую кафедру. Прибыл в Иркутск 14 июня, а уже 12 июля был вновь назначен митрополитом Томским. В Томске после конфискации советскими властями архиерейского дома жил в помещении на хорах кафедрального собора.
В начале 1921 года подал прошение об увольнении на покой. Назначен настоятелем Симонова монастыря, однако в Москву не прибыл.
В марте 1922 года арестован, несколько дней провёл в тюрьме и был отпущен.
28 ноября 1922 года скончался в томском Иоанно-Предтеченском женском монастыре после перенесённой тяжёлой операции. Могила не сохранилась..

## Сочинения
- Ожидаемый Собор Всероссийской Церкви 1906 года и предметы его занятий. — Ярославль, 1906.
- Отзыв на труд. проя. М. Красножена // Прибавление к «Церковным Ведомостям». — 1906. — № 47. — С. 3030.
- Речь при вручении жезла Евсевию, епископу Угличскому // Прибавление к «Церковным ведомостям». — 1906. — № 24. — С. 1880.
- Приветствие // Симбирские ЕВ. 1908. № 24. С. 732.
- Слово, произнесенное при первом посещении Казанской Духовной Академии. // Прибавление к «Церковным ведомостям». — 1911. — № 13. — С. 581.
- Речь при вручении жезла новохиротонисанному епископу Анастасию // Прибавление к «Церковным ведомостям». — 1912. — № 11. — С. 455.
- Речь, произнесенная в Казанском Благовещенском кафедральном соборе при вручении жезла Преосв. Леонтию епископу Чебоксарскому // Прибавление к «Церковным ведомостям»". — 1914. — № 41. — С. 1741.
- Взгляд на задачи духовных семинарий // Известия по Казанской епархии. 1911. С. 81-83.
- Речь при вручении жезла преосвященному Леонтию, епископу Чебоксарскому // Известия по Казанской епархии. 1914. С. 1123.
- Нравственная свобода человека в христианстве. М., 1914.
- Резолюция; Архипастырские послания // Известия по Казанской епархии. 1917. № 3/4. С. 38; № 9/10, 31/32.
- Речи // Журналы и протоколы заседаний высочайше учрежденного Предсоборного присутствия (1906 г.). Т. 1-4. СПб., 1906—1907; М., 2014 (им. указ).